# 奈良県道203号上中下田線
奈良県道203号上中下田線（ならけんどう203ごう かみなかしもだせん）は、奈良県香芝市から北葛城郡上牧町を経由して、ふたたび香芝市に至る一般県道である。

## 概要
香芝市上中から北葛城郡上牧町を経由して、ふたたび香芝市下田東2丁目に至る。
国道168号の東側を通るが、香芝市内では住宅地の間を縫う狭隘な道となっており、車両同士の離合が困難な箇所も散見される。また、国道168号と真美ヶ丘ニュータウンを結ぶ最短ルートの一つであり、通勤時間帯を中心に往来が激しい。

### 路線データ
- 起点：奈良県香芝市上中（上中北交差点、国道168号交点）
- 終点：奈良県香芝市下田東2丁目（国道165号交点）

## 路線状況

### 道路施設

#### 橋梁
- 新橋（葛下川、香芝市）

## 地理

### 通過する自治体
- 奈良県
  - 香芝市 - 北葛城郡上牧町 - 香芝市

### 交差する道路
| 交差する道路                                      | 市町村名 | 市町村名 | 交差する場所 | 交差する場所        |
| ------------------------------------------------- | -------- | -------- | ------------ | ------------------- |
| 国道168号                                         | 香芝市   | 香芝市   | 上中         | 上中北交差点 / 起点 |
| 奈良県道253号中筋出作川合線                       | 北葛城郡 | 上牧町   | 大字中筋出作 | 新橋東詰交差点      |
| 中和幹線                                          | 香芝市   | 香芝市   | 下田東5丁目  | 下田東5北交差点     |
| 国道165号 大阪府道・奈良県道12号堺大和高田線 重複 | 香芝市   | 香芝市   | 下田東2丁目  | 終点                |

### 交差する鉄道
- 和歌山線

### 沿線
- 西日本旅客鉄道和歌山線
  - 志都美駅 - 香芝駅